# این یکی برای توست (ترانه بری مانیلو)
«این یکی برای توست» تک‌آهنگی از هنرمند اهل ایالات متحده آمریکا بری مانیلو است که در سال ۱۹۷۶ میلادی منتشر شد. این ترانه در ۱۰۰ آهنگ داغ بیلبورد در رده ۲۹ قرار دارد.